# Vrijheidsboom van Bayeux

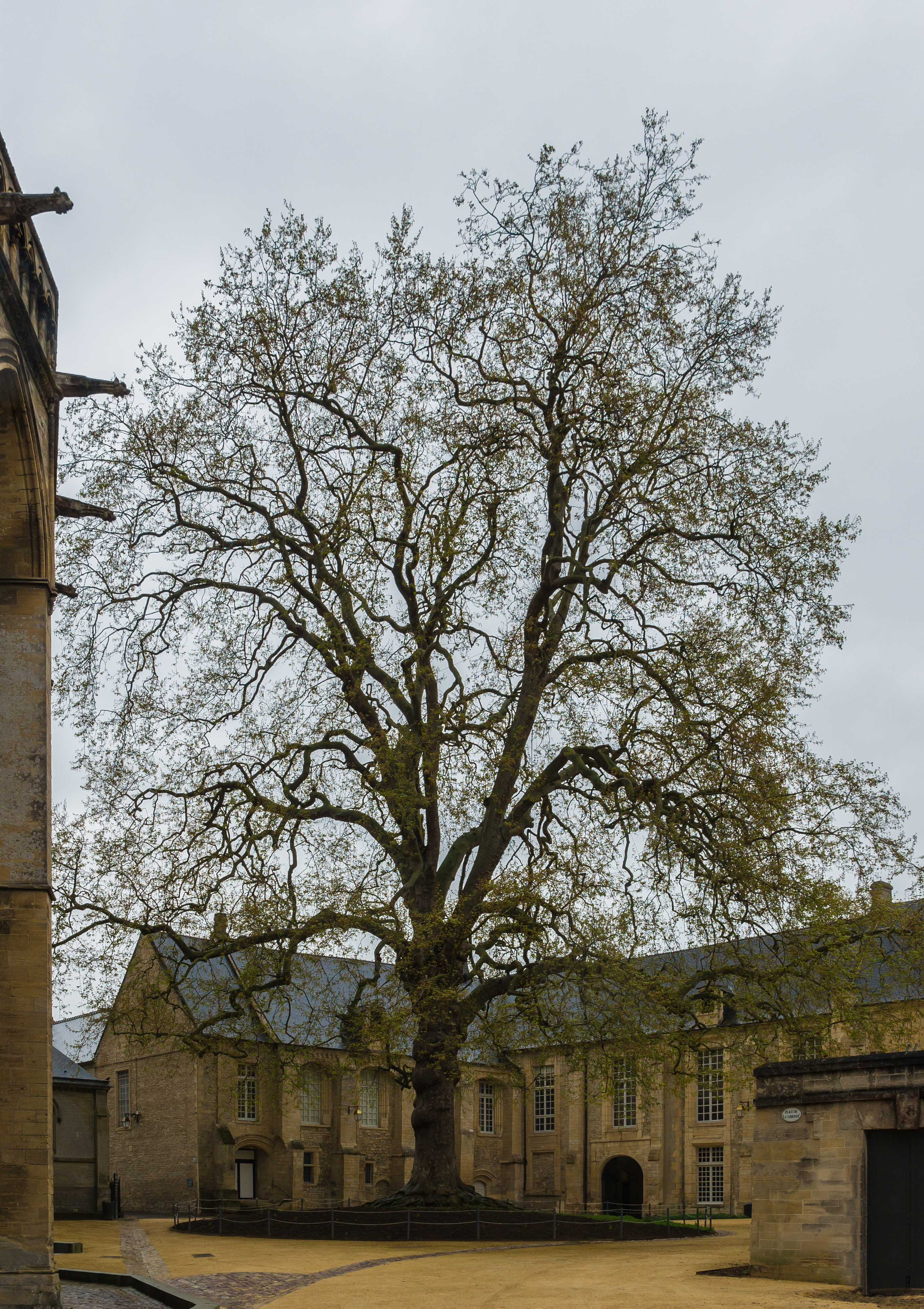
De boom in 2015

De Vrijheidsboom van Bayeux (Frans: Arbre de la Liberté) is een van de oudste nog levende vrijheidsbomen van Frankrijk.
Met een diameter van 2 meter en een hoogte van meer dan 30 meter domineert deze plataan, die op 30 maart 1797 werd geplant, de Place de la Liberté van Bayeux. De boom werd in 1932 geclasseerd onder het regime van de wet van 2 mei 1930.

## Afbeeldingen

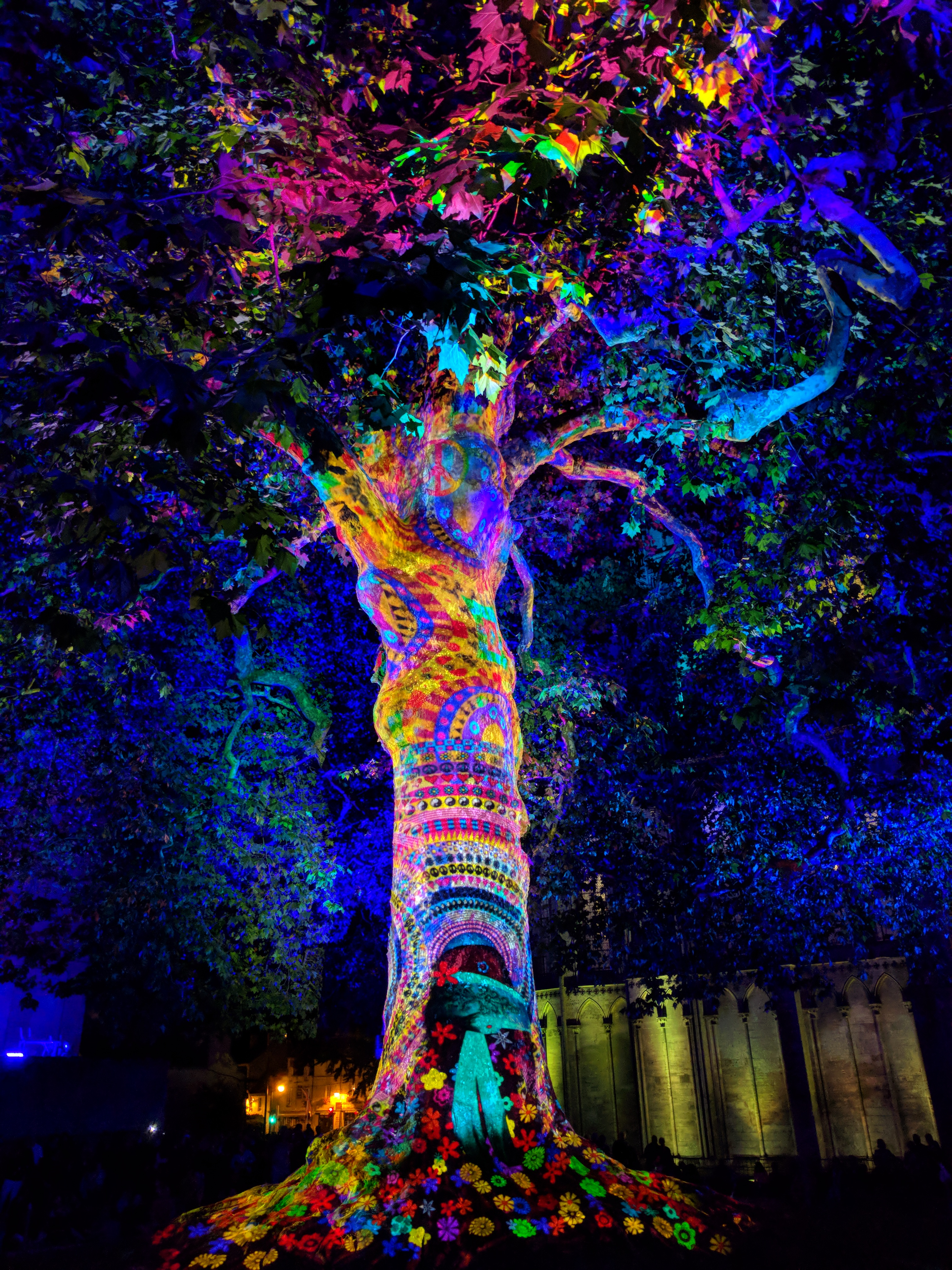
De Vrijheidsboom tijdens Rendez-vous à la Cathédrale 2018, "Un arbre en liberté..."